# Sinotherium
Genre
Genre
Sinotherium (« bête chinoise ») est un genre éteint de rhinocéros à une corne ayant vécu en Chine de la fin du Miocène au Pliocène.

## Aire géographique
Les fossiles de Sinotherium ont été trouvés dans l’ouest de la Chine.

## Phylogénie
Il s’agit de l’ancêtre du genre Elasmotherium.

Son synonyme Paraelasmotherium est souvent utilisé pour désigner des spécimens datant du Miocène.

## Espèces
La seule espèce connue est Sinotherium lagrelii (Ringström, 1923).

## Morphologie
Ce rhinocéros mesurait 5 mètres de long et pesait environ 4 tonnes.